# Antanas Venclova
Antanas Venclova (* 7. Januar 1906 in Trempiniai bei Kalvarija, Russisches Kaiserreich; † 28. Juni 1971 in Vilnius, UdSSR) war ein litauischer Lehrer, Literaturkritiker und Politiker Sowjetlitauens. Er schrieb die Hymne der Litauischen Sowjetrepublik.

## Leben

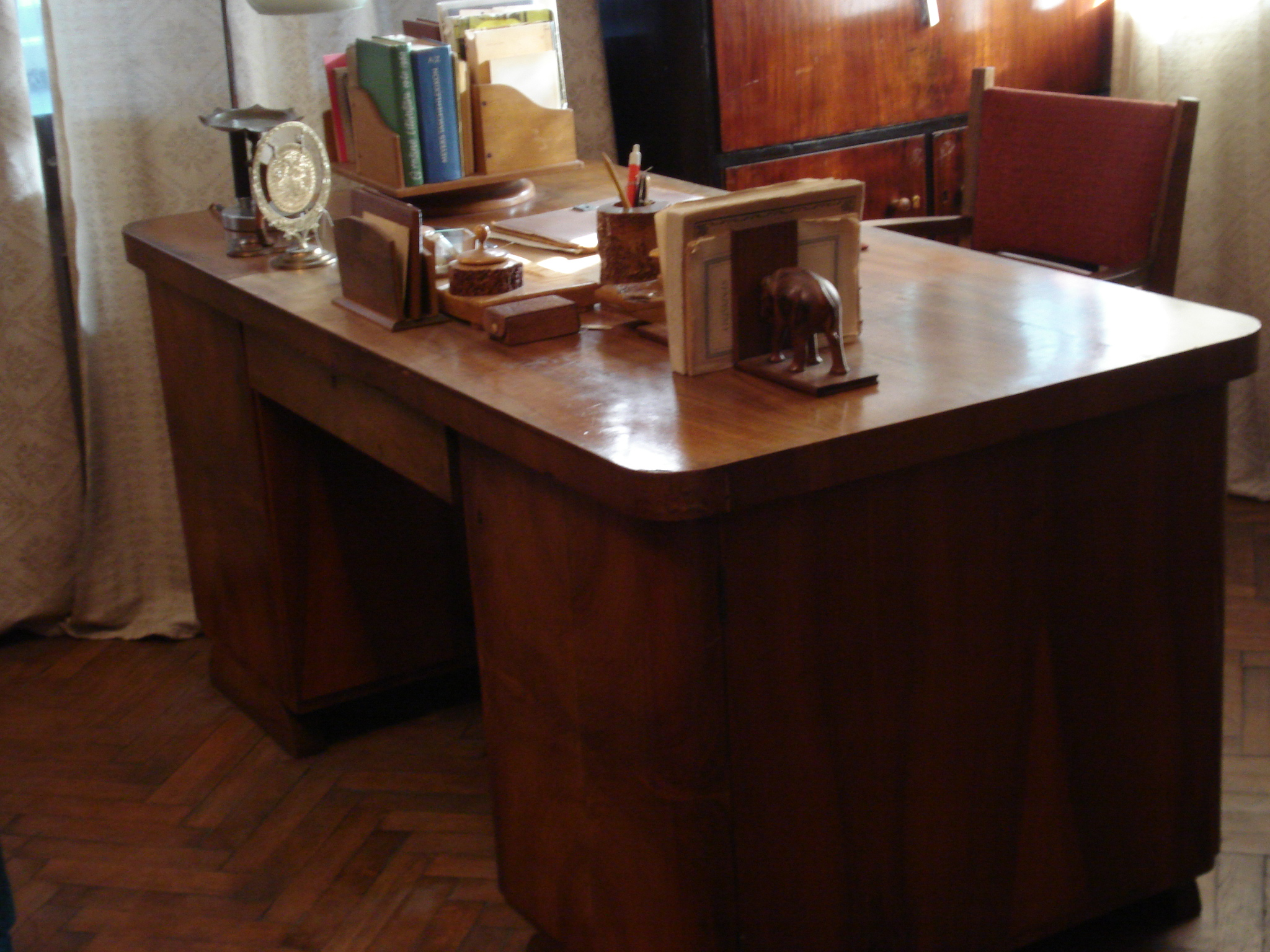
Venclovas Schreibtisch

Bis 1932 studierte er Litauisch, Russisch und Französisch an der Vytautas-Magnus-Universität in Kaunas im zwischen 1920 und 1940 unabhängigen Litauen. 1933 arbeitete er als Lehrer in Kaunas, ab 1934 in Klaipėda im litauisch okkupierten Memelgebiet. Er war dort Herausgeber der Zeitschrift Trečias frontas (Dritte Front).
1940, nach der Besetzung des Landes durch die Sowjetunion, wurde er zum Kultusminister der Litauischen Sozialistischen Sowjetrepublik ernannt, außerdem zum Abgeordneten des sowjetlitauischen Parlaments Liaudies Seimas. Er gehörte der Delegation an, die in Moskau um die „Aufnahme“ Litauens in die Sowjetunion bat. Während der Zeit der deutschen Besetzung seines Landes ab 1941 lebte er in der Sowjetunion und wurde Mitglied der KPdSU. Ab 1941 war er Deputat im Obersten Sowjet Sowjetlitauens. 1944 kam er wieder nach Litauen. 1952 erhielt er den Stalinpreis. Er ist Autor der Hymne Sowjetlitauens und Übersetzer der Hymne der Sowjetunion.
Von 1954 bis 1959 war er Vorsitzender des Schriftstellerverbandes Sowjetlitauens.
Er ist der Vater des Schriftstellers Tomas Venclova.